# Pauluskirche (Basel)

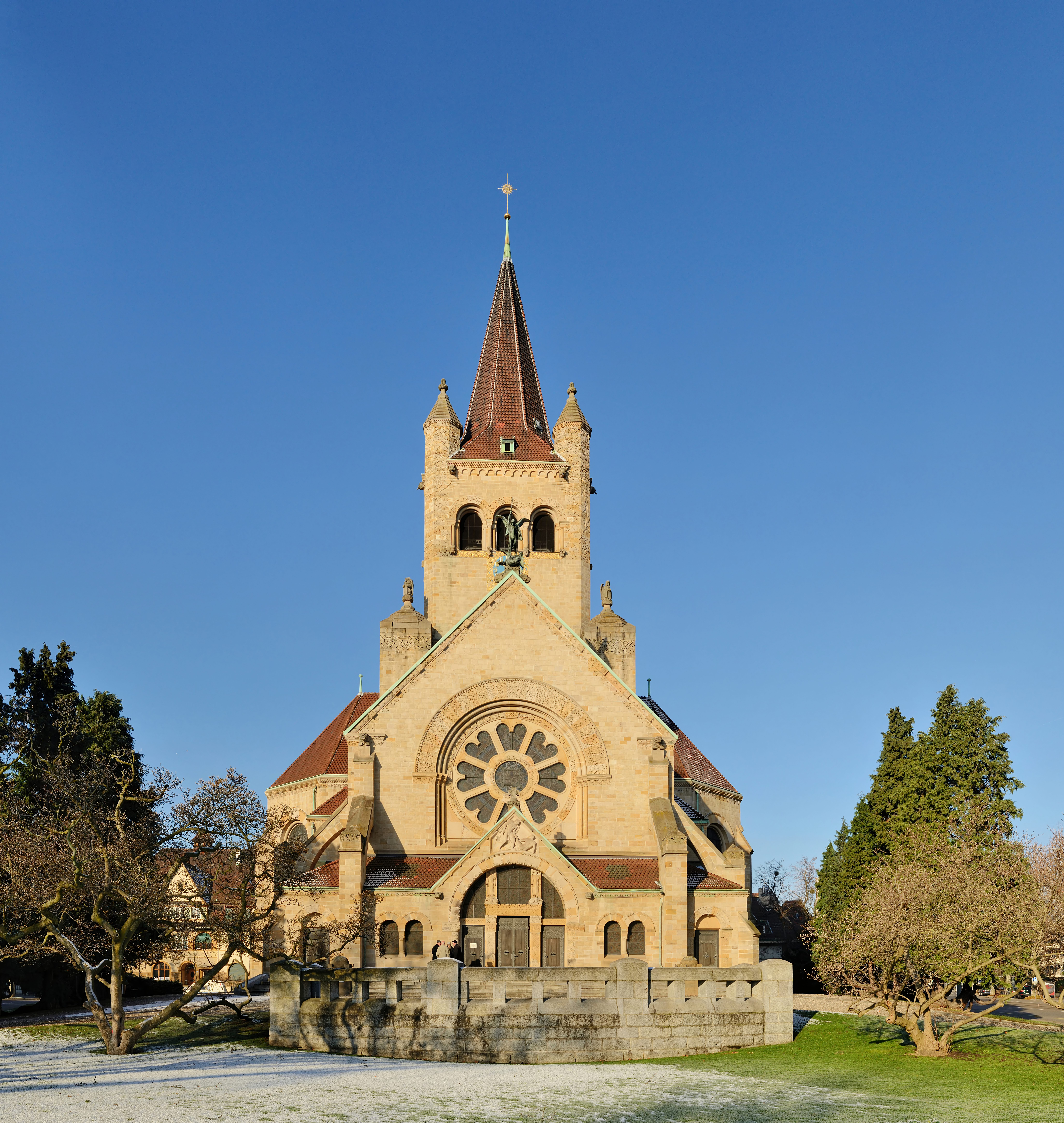
Frontfassade der Pauluskirche

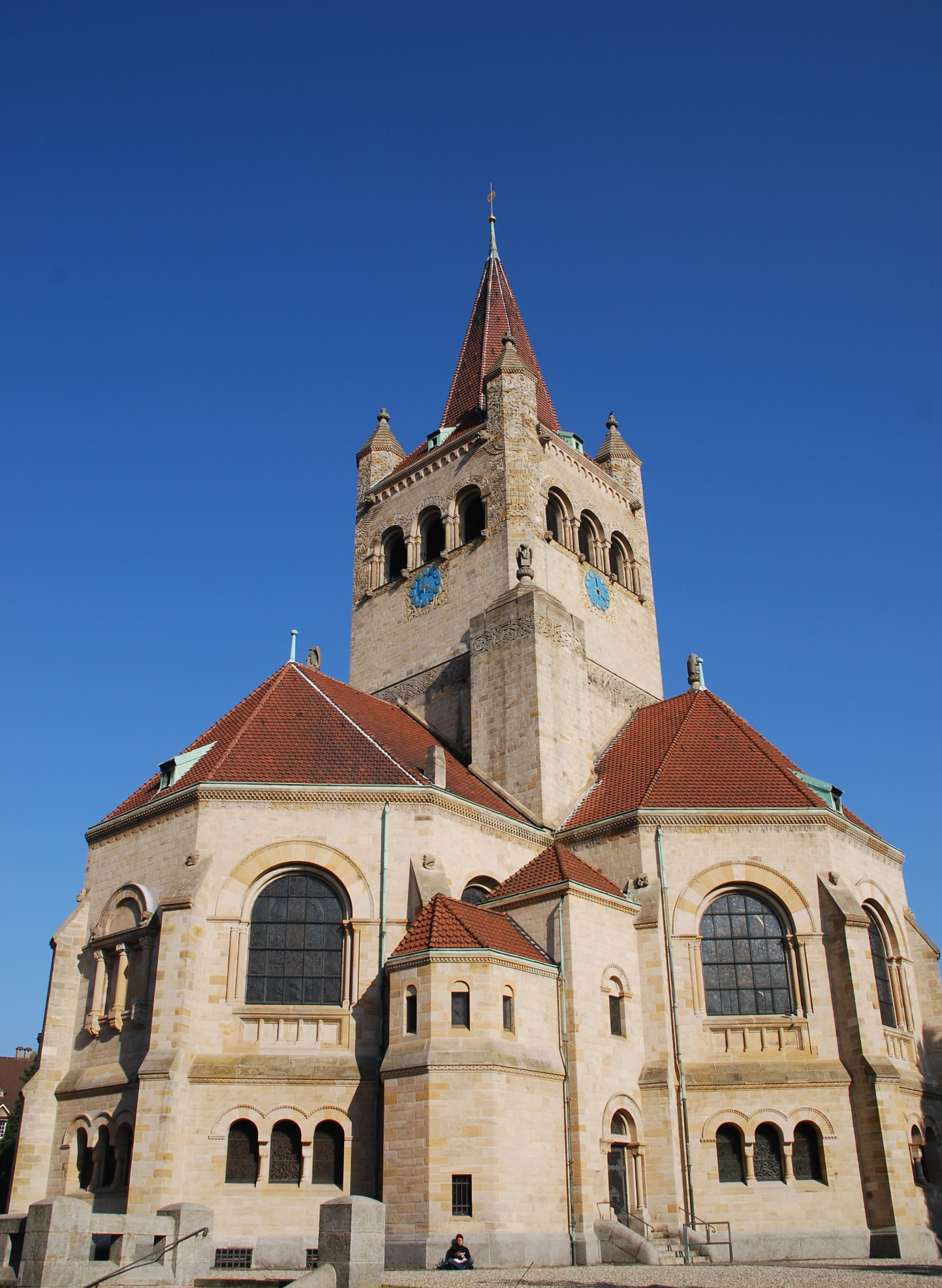
Apsis der Kirche aufgenommen von der Paulusgasse

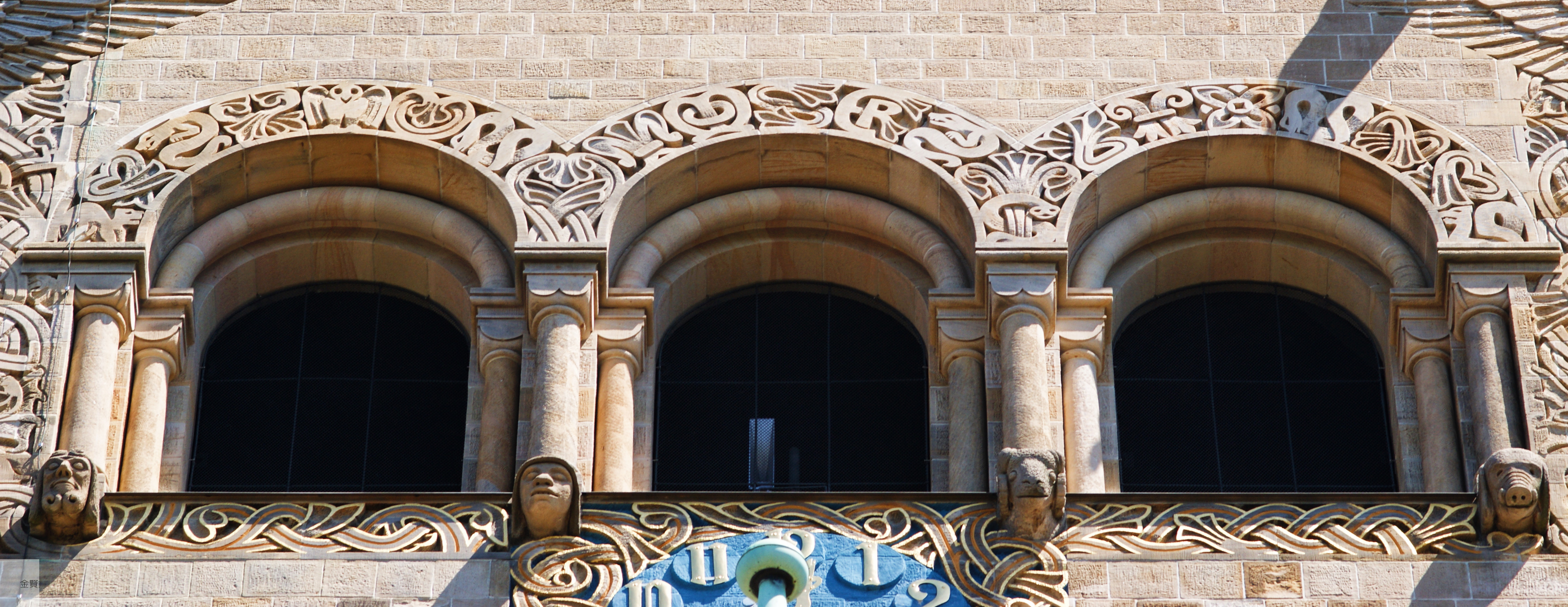
Karl Moser verewigte sich mit seinem Namen im mittleren Fensterbogen auf der Seite der Kirche

Die Pauluskirche in der Stadt Basel ist eine ehemalige evangelisch-reformierte  Kirche im historistischem Stil mit neuromanischen Elementen und Formen des Jugendstil, die auf einem dreieckigen, freistehenden Grundstück in leicht erhöhter Lage (rund 1,5 Meter) im Ring-Quartier Nähe der Schützenmatte steht. Seit Juli 2021 firmiert die Kirche unter dem Namen Kulturkirche Paulus und wird vom gleichnamigen Trägerverein als Kulturzentrum betrieben.

## Geschichte
Erbaut wurde die Kirche zwischen Mai 1898 und November 1901 von der Architektengemeinschaft Curjel & Moser. Am Sonntag, dem 17. November 1901 wurde die Pauluskirche mit drei Gottesdiensten eingeweiht.
Im Juni 2019 fand der letzte reguläre Gottesdienst statt. Im September 2020 gründete sich der Verein Kulturkirche Paulus, welcher per 1. Juli 2021 die Trägerschaft für den Weiterbetrieb des Kirchengebäudes übernahm.

## Architektur

### Architektursprache
Durch die Lage und den monumentalen kreuzförmigen Zentralbau mit dem quadratischen Turm und der weit sichtbaren Fensterrose bildet der Kirchenbau den Fluchtpunkt vom Bahnhof SBB in Richtung Viaduktstrasse. Die Formensprache erinnert in ihren Grundformen an die späte Romanik vergleichbar beispielsweise mit Groß St. Martin in Köln.

### Fassade
Die Fassade zeigt vom geometrischen Jugendstil beeinflusste und als Flachrelief gearbeitete Flechtbänder. Der ausladende Aufgang und Haupteingang ist nach Osten gerichtet, womit die sonst übliche Ausrichtung für die Pauluskirche aufgegeben wurde. Das Relief an der Hauptfassade Christus hilft einem gefallenen Sünder auf stammt von Carl Burckhardt. Die Figur mit dem den Drachen besiegenden Erzengel Michael schuf Oskar Kiefer.

### Innenraum
Im Innenraum sind die Sitzbänke im Halbkreis aufgereiht und ermöglichen von allen Positionen aus einen direkten Blick zur Kanzel. Die Aufteilung des Innenraums nach dem Wiesbadener Programm ist in der Pauluskirche umfassend verwirklicht. Von Heinrich Altherr stammt das Mosaik aus der Kanzelnische und von Max Laeuger die Entwürfe für die Glasfenster. Sie stellen die Geschichte Jesu mit Weihnachten, Karfreitag, Ostern und das «Ende der Zeit» aus der Offenbarung (11,15), die von einem Engel verkündet wird, dar: Nun gehört die Herrschaft über die Welt unserem Herrn und seinem Gesalbten (Christus).

## Ausstattung

### Orgel
Die Pauluskirche besitzt eine von Orgelbau Kuhn (Männedorf) 1987 erbaute Orgel mit einem etwa zur Hälfte historischen Pfeifenbestand aus der Vorgängerorgel des Basler Orgelbauers Zimmermann aus dem Jahre 1901. Sie hat 53 Register auf 3 Manualen sowie Pedal bei folgender Disposition:
| I Hauptwerk C–g3      |       |
| Principal             | 16′   |
| Principal             | 8′    |
| Doppelflöte           | 8′    |
| Rohrgedeckt           | 8′    |
| Viola da Gamba        | 8′    |
| Oktave                | 4′    |
| Blockflöte            | 4′    |
| Quinte                | 2 ⁄3′ |
| Superoktave           | 2′    |
| Grossmixtur V         | 2 ⁄3′ |
| Kleinmixtur IV        | 1 ⁄3′ |
| Kornett III–V (ab c0) | 8′    |
| Trompete              | 8′    |

| II Positiv (schwellbar) C–g3 |       |
| Quintatön                    | 16′   |
| Geigenprincipal              | 8′    |
| Bourdon                      | 8'    |
| Viola                        | 8'    |
| Principal                    | 4′    |
| Rohrflöte                    | 4′    |
| Gemshorn                     | 4′    |
| Flageolet                    | 2′    |
| Gemsquinte                   | 1 ⁄3′ |
| Mixtur III–IV                | 2′    |
| Trompete                     | 8′    |
| Klarinette                   | 8′    |
|                              |       |
| Tremulant                    |       |

| III Schwellwerk C–g3 |        |
| Bourdon              | 16′    |
| Principal            | 8′     |
| Hohlflöte            | 8′     |
| Salicional           | 8′     |
| Voix céleste         | 8′     |
| Oktave               | 4′     |
| Querflöte            | 4′     |
| Nazard               | 2 ⁄3′  |
| Waldflöte            | 2′     |
| Tièrce               | 1 3⁄5′ |
| Sifflet              | 1′     |
| Plein-jeu V          | 2 ⁄3′  |
| Trompette harmonique | 8′     |
| Oboe                 | 8′     |
| Voix humaine         | 8′     |
| Clairon harmonique   | 4′     |
|                      |        |
| Tremulant            |        |

| Pedal C–f1       |     |
| Subbass          | 32′ |
| Principalbass    | 16′ |
| Subbass          | 16′ |
| Zartbass         | 16' |
| Oktavbass        | 8′  |
| Lieblich Gedeckt | 8′  |
| Violoncello      | 8′  |
| Oktave           | 4′  |
| Flötbass         | 4′  |
| Posaune          | 16′ |
| Trompete         | 8′  |
| Clairon          | 4′  |

- Koppeln: II/I, III/I, III/II, I/P, II/P, III/P.
- Spielhilfen: 6 feste Kombinationen (P, MF, F, FF, TT, Pedaltutti), Setzeranlage mit 256 Kombinationen und Memory-Kartenleser, Registercrescendo.

Seit der Eröffnung bis zur Profanierung haben insgesamt fünf «Paulusorganisten» als international bekannte und historisch bedeutende Titularorganisten an der Pauluskirche gewirkt:
- von 1901 bis 1905: Johann Jakob Nater (1878–1972)
- von 1906 bis 1934: Otto Menet (1874–1951)
- von 1934 bis 1970: Eduard Müller (1912–1983)
- von 1971 bis 1990: Heiner Kühner (1943–1990)
- von 1990 bis 2020: Susanne Doll (* 1956) als einzige Frau

Martin Sander als amtierender Orgeldozent an der Musik-Akademie Basel ist seit 2020 der einzige, regelmässig noch aktive Organist an der Paulusorgel.

### Glocken
Die Pauluskirche hat insgesamt fünf Glocken. Sie wurden im Jahr 1901 von der Glockengiesserei H. Rüetschi aus Aarau gegossen.
| Ton  | Gewicht | Inschrift                     |
| ---- | ------- | ----------------------------- |
| b1   | 0432 kg | Seid allezeit fröhlich!       |
| ges1 | 0910 kg | Betet ohne Unterlass!         |
| es1  | 1497 kg | Seid dankbar in allen Dingen. |
| des1 | 2088 kg | Wandelt in der Liebe.         |
| B0   | 3575 kg | Seid stark im Herrn.          |

## Heutige Nutzungen
Die Pauluskirche ist eine besonders gefragter Ort für Hochzeitsanlässe. 2023 wurde sie mit dem Swiss Location Award und dem Höchstprädikat «herausragend» ausgezeichnet. Ausserdem wird die Kirche regelmässig als Kulisse für Videodrehs genutzt. 2019 wurde das Lied Augeblick des Schweizer Mundartrappers GMT dort teilweise gedreht. 2020 wurden zwei Szenen für das Musikvideo von Selfmade Babylon des Deutschrappers Bausa in der Pauluskirche aufgenommen. Im Frühling 2022 drehte die deutsche Powermetal-Band Powerwolf hier das Musikvideo zu My Will Be Done, der ersten Single ihres später erschienenen Albums Interludium.